# Royal Numismatic Society
La Royal Numismatic Society (RNS) est une société savante et association caritative basée à Londres, au Royaume-Uni, dont le but est de promouvoir la recherche dans toutes les branches de la numismatique. 
La société est sous le patronage de la reine Élisabeth II depuis 2014. 

## Histoire
La société est fondée en 1836 sous le nom de Numismatic Society of London et reçoit le titre de "Royal Numismatic Society" d'Édouard VII par Royal Charter en 1904. L'histoire de la société est présentée comme une série de discours présidentiels annuels par R.A. Carson - ceux-ci ont été publiés dans la Chronique numismatique entre 1975 et 1978. La cinquième et dernière partie a été écrite pour marquer le 150e anniversaire de la société en 1986, et le texte intégral est publié en 1986 sous le titre A History of the Royal Numismatic Society, 1936-1986 (Londres, 1986).

## Publications
La société publie un journal annuel, The Numismatic Chronicle ainsi qu'une série d'ouvrages, éditées sous le nom de Special Publications (en).  

## Présidents
- John Lee (1836–1839)
- Edward Hawkins (1839–1841)
- Horace Hayman Wilson (1841–1843)
- Lord Albert Conyngham (1843–1845)
- Horace Hayman Wilson (1845–1847)
- William Debonaire Haggard (1847–49)
- Edward Hawkins (1849–51)
- Albert Denison (1er baron Londesborough)  (1851–1855)
- William Sandys Wright Vaux (1855–1874)
- John Evans (1874–1908)
- Henry Hoyle Howorth(1908–1914)
- Arthur John Evans (1914–1919)
- Charles Oman (1919–1930)
- Percy H. Webb (1930–1935)
- George Macdonald (1935–1936)
- Percy H. Webb (1936–1937)
- Edward Allen Sydenham (1937–1942)
- Harold Mattingly (1942–1948)
- C. Humphrey V. Sutherland (1948–1953)
- Michael Grant (1953–1956)
- Christopher Blunt (1956–1961)
- Philip Grierson (1961–1966)
- Derek Allen (1966–1970)
- Colin M. Kraay (1970–1974)
- Robert A. G. Carson (1974–1979)
- David G. Sellwood (1979–1984)
- John P. C. Kent (1984–1989)
- Theodore V. Buttrey, Jr. (1989–1994)
- Michael Metcalf (1994–1999)
- Harold Mattingly (1999–2004)
- Joseph E. Cribb (2005–2009)
- Nicholas Mayhew (2009–2013)
- Andrew Burnett (2013–2018)
- Roger Bland (2018–présent)